# Rogača (Sopot)
Rogača (Servisch cyrillisch Рогача) is een plaats in de Servische gemeente Sopot. De plaats telt 1046 inwoners (2002).